# Helmer J. Wahlroos
Helmer Jarl Wahlroos, född 22 januari 1897 i Viborg, död 10 januari 1971 i Borgå, var en finländsk tidningsman. 
Wahlroos blev filosofie kandidat 1919, var chefredaktör för Borgåbladet (även kåsör under signaturen Pontus) 1920–1966 och medarbetade därefter i tidningen som kulturskribent. Han var även rektor för Borgå folkhögskola 1922–1952 och utförde därtill en omfattande kommunal och social samhällsgärning, bland annat medlem av Borgå stadsfullmäktige 1925–1955. Han utgav bland annat kåserisamlingen Ur Klipp (1967) och verket Kommunvapen i Nyland (1969).